# Стари град Благај на Сани
Рушевине старог града Благаја налазе се на омањем брежуљку врло стрмих страна (294 м н. в.) два километра сјеверније од ушћа рјечице Јапре у Сану, покрај данашњега мјеста Благај Ријека. Долину којом доминирају рушевине Благаја са запада омеђује Дуга коса (401 м н. в.), а с истока Благајска коса. Поглед на град из долине Сане затвара масив брда Дашћица (349 м н. в.). Подно градине тече поток Лучица, који се код Благај Ријеке улијева у Сану.

## Историја
У списима се Благај први пут спомиње 1359. године, али се сматра да је настао доста раније. Постоје подаци да су преци кнезова Благајских, Бабонићи, убирали порез у околини Јапре крајем 13. вијека, као и подаци о околним црквама из 1331. године. Важно је напоменути да се у околини Јапре такође пронашло доста новца и керамике из римског периода, који датирају из периода 1-5. вијека нове ере.
Из тога времена, сачувана је квадратна одбрамбена кула, данас најбоље сачувани објект. Кула је грађена средином 13. вијека на највишем уздигнутом платоу.
После пада средњовјековне Босанске краљевине, падом Јајца и Кључа, Османлије су имале отворен пут ка долини Сане. Благај је први пут био заузет 1512. године, али га је аустругарски владар Матија Корвин успио ослободити 1519. и задржати све до 1540. године, када су га Османлије поново окупирале. По неким изворима сматра се да је управо кнез Гргур Благајски био сарадник Османлија, па је становништво тог краја било поштеђено пљачке и пустошења.